# Leichtathletik-Europameisterschaften 1938/Speerwurf der Frauen

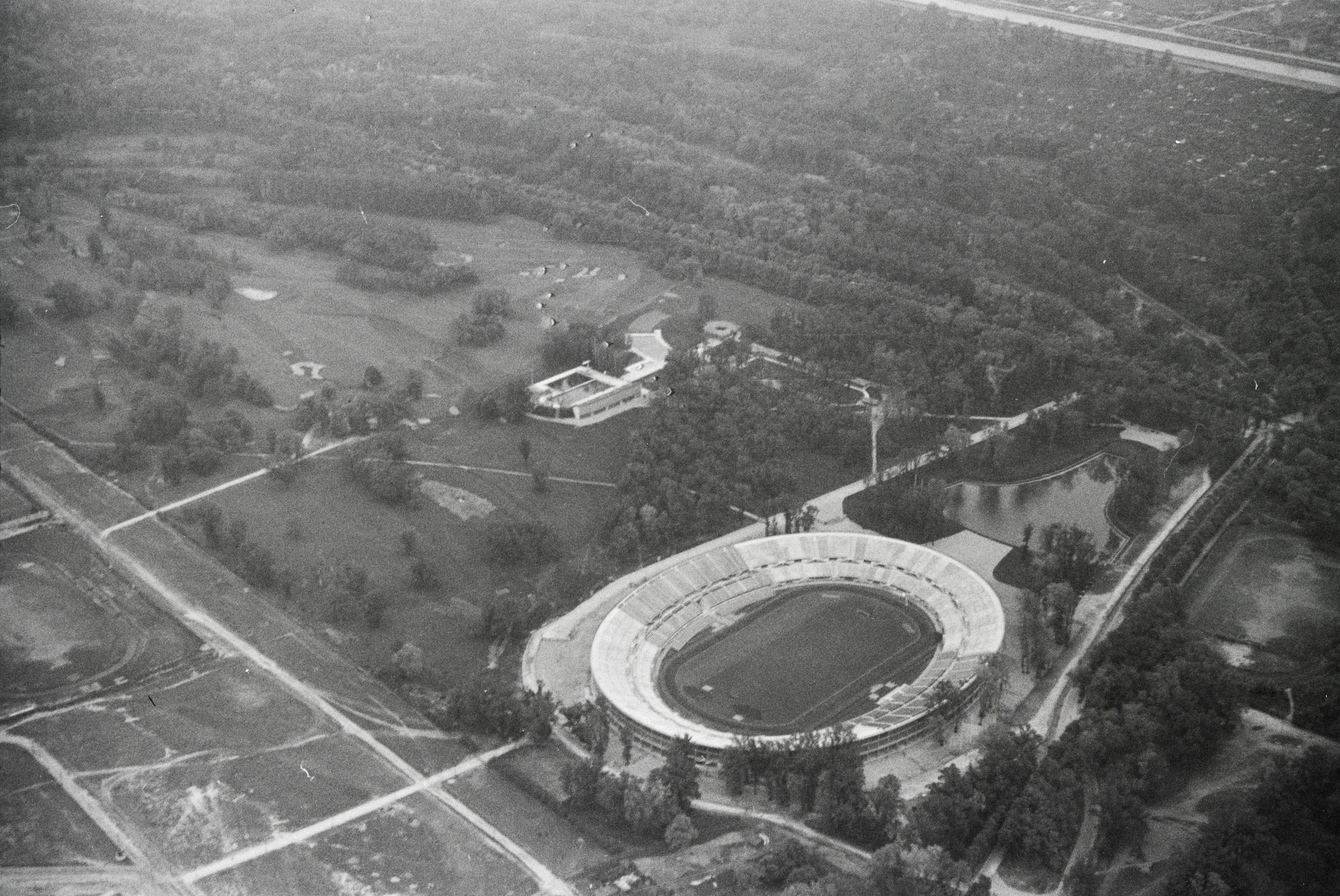
Praterstadion auf einer Luftaufnahme 1932

Der Speerwurf der Frauen bei den Leichtathletik-Europameisterschaften 1938 wurde am 18. September 1938 im Wiener Praterstadion ausgetragen.
In diesem Wettbewerb gab es einen deutschen Dreifacherfolg. Europameisterin wurde Lisa Gelius. Susanne Pastoors belegte Rang zwei. Luise Krüger gewann die Bronzemedaille.

## Rekorde

### Bestehende Rekorde
| Weltrekord           | 46,745 m                                            | Nan Gindele                                         | Chicago, USA                                        | 18. Juli 1932                                       |
| Europarekord         | 45,71 m                                             | Herma Bauma                                         | Wien, Österreich                                    | 11. Juli 1936                                       |
| Meisterschaftsrekord | Einen Europameisterschaftsrekord gab es noch nicht. | Einen Europameisterschaftsrekord gab es noch nicht. | Einen Europameisterschaftsrekord gab es noch nicht. | Einen Europameisterschaftsrekord gab es noch nicht. |

### Erster Europameisterschaftsrekord
Die deutsche. Europameisterin Lisa Gelius stellte im Wettbewerb am 18. September mit 45,58 m den bis 1946 gültigen Meisterschaftsrekord auf. Damit blieb sie 2,13 m unter dem Welt- und Europarekord.

## Durchführung
In den Quellenangaben (europäischer Leichtathletikverband EAA sowie bei todor66) mit dem Speerwurf-Resultat findet sich nur jeweils eine Ergebnisliste mit dem Finalresultat für alle Teilnehmerinnen. Demnach sind alle acht Speerwerferinnen gemeinsam in einer Gruppe zum Finale angetreten. Wie viele Versuche den Athletinnen zur Verfügung standen und ob es nach der dritten Runde, wie damals zum Beispiel bei Olympischen Spielen üblich, mit den besten sechs Werferinnen in ein Finale mit drei weiteren Durchgängen ging, wird nicht klar.
Bei den Olympischen Spielen in dieser Zeit war es in den technischen Disziplinen übliche Praxis, zunächst am Morgen des Wettkampftages eine Qualifikationsrunde durchzuführen, wenn die Zahl der Teilnehmerinnen nicht zu gering war. Diese Vorausscheidung wurde in zwei Gruppen ausgetragen. Das Finale fand dann mit den dafür qualifizierten Sportlerinnen in aller Regel am Nachmittag desselben Tages statt.

## Finale

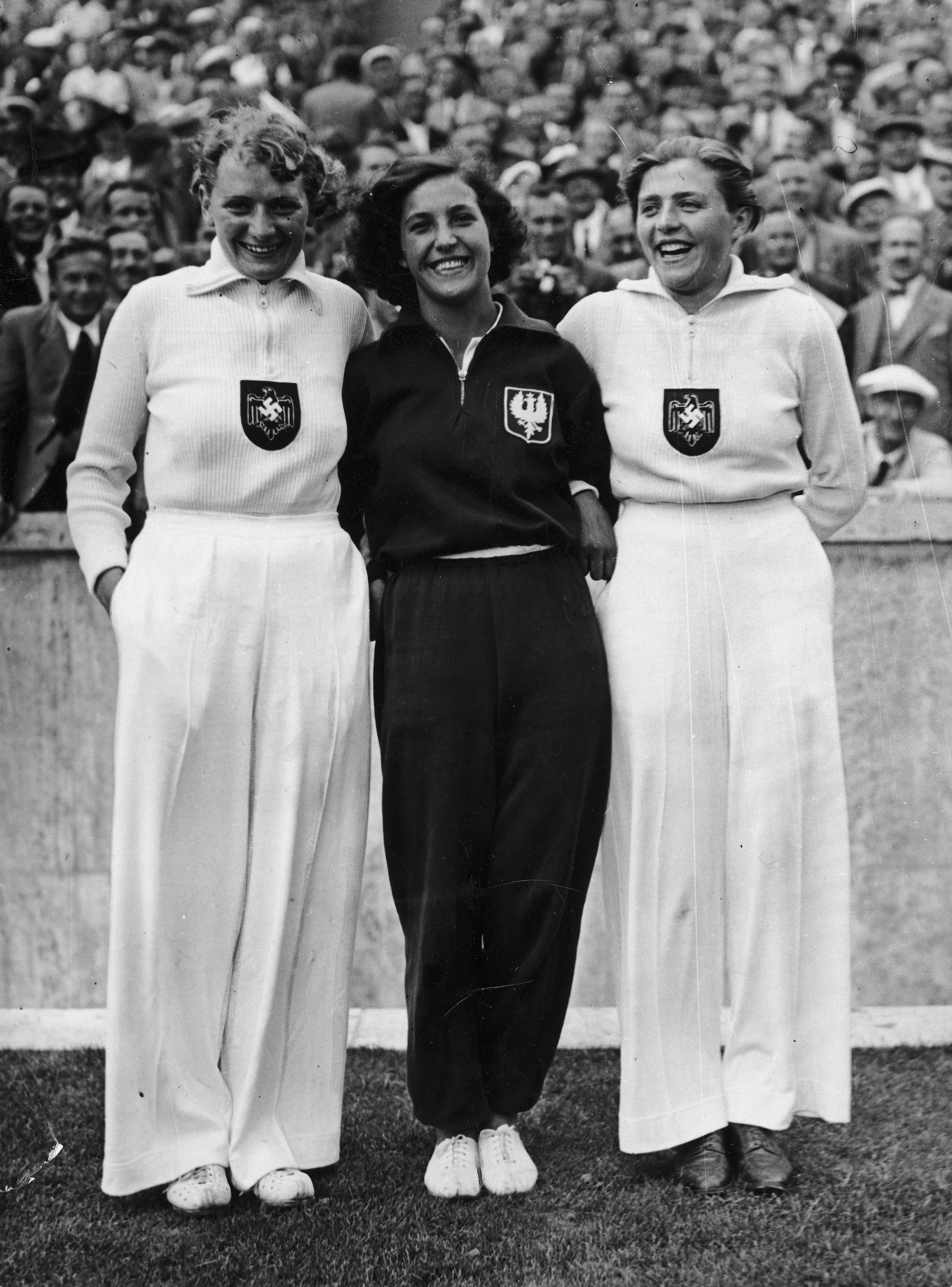
Bronzemedaillengewinnerin Luise Krüger – hier ganz rechts nach ihrer Silbermedaille bei den Olympischen Spielen 1936
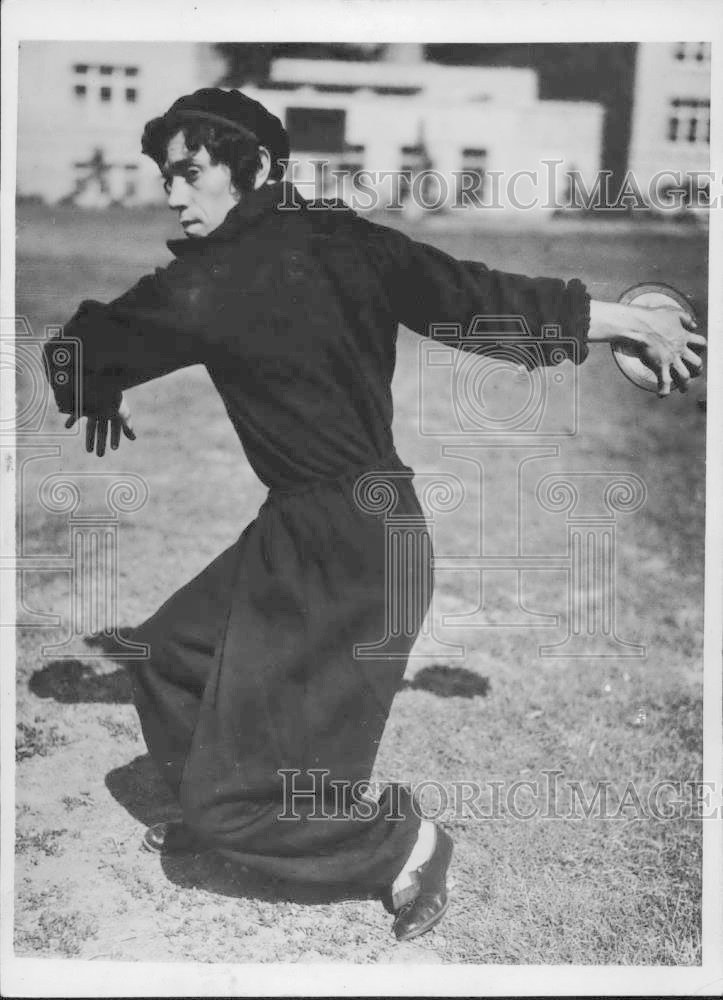
Auch als Diskus- und Speerwerferin aktiv: Sprint-Doppeleuropameisterin Stanisława Walasiewicz belegte im Speerwurf den sechsten Platz

18. September 1938
| Platz | Name                   | Nation          | Weite (m) |
| ----- | ---------------------- | --------------- | --------- |
| 1     | Lisa Gelius            | Deutsches Reich | 45,58 CR  |
| 2     | Susanne Pastoors       | Deutsches Reich | 44,14     |
| 3     | Luise Krüger           | Deutsches Reich | 42,49     |
| 4     | Lux Stiefel            | Schweiz         | 40,58     |
| 5     | Pūce Aldzere-Lavīze    | Lettland        | 40,20     |
| 6     | Stanisława Walasiewicz | Polen           | 33,33     |
| 7     | Irja Lipasti           | Finnland        | 31,93     |
| 8     | Britta Awall           | Schweden        | 31,90     |